# Вишеслав (князь Хорватии)

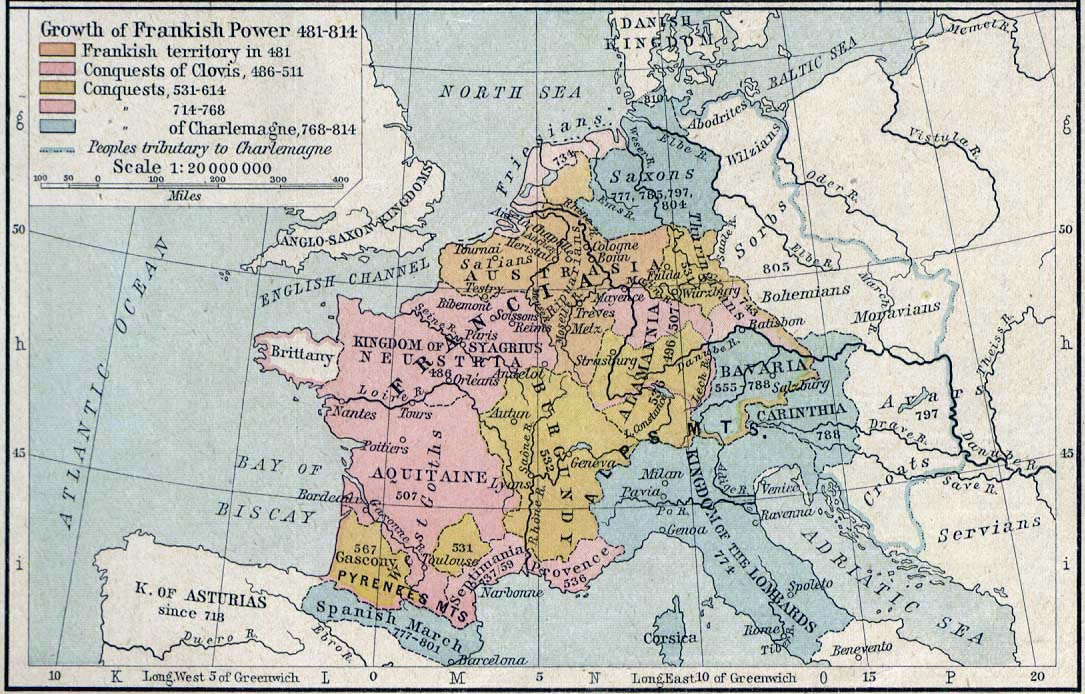
Карта, иллюстрирующая расширение земель франков в 481—814. Хорватия изображена справа.

Вишеслав (хорв. Višeslav) — один из первых князей Приморской Хорватии, который правил в 785—802 годах.
В период его правления хорваты вели войну с франками, в которой потерпели поражение в 803 году — после его смерти.
Во время осады города Трсат (Тарсика) армией франков в 799 году, защищающейся стороне, которую возглавил Вишеслав, удалось убить командира войск неприятеля — фриульского герцога Эрика, а сама армия франков понесла огромные потери.